# オール・スルー・ザ・ナイト (コール・ポーターの曲)
「オール・スルー・ザ・ナイト」（英語: All Through the Night）はコール・ポーター作詞作曲のポピュラーソング。コール・ポーターの代表曲の1つに数えられる。

## 解説
1934年にブロードウェイで初演されたミュージカル『エニシング・ゴーズ』の中の1曲である。
他のコール・ポーターの代表曲「ビギン・ザ・ビギン」や「夜も昼も」と同じく都会的なセンスの楽曲であり、コール・ポーターの妻・リンダに対する愛がテーマとなっている。
本曲と「夜も昼も」とは同時期に書かれており、コール・ポーターのキャリアにおける充実期の曲と言える。

## 代表的なカバー
- ビング・クロスビー - ミュージカルが1956年に映画化された『夜は夜もすがら』で歌っている。ビング・クロスビーの気品にあふれ、リラックスしたボーカルとストリングスの演奏は、コール・ポーターの都会的なセンスをよく表している[1]。
- ポール・ロブスン - ゴスペル風にアレンジされ、低音域のボーカルが地味ながらもインパクトを与える[1]。
- エラ・フィッツジェラルド - エラ・フィッツジェラルドは好んでコール・ポーターの曲を取り上げているが、本曲はその中でも十八番と言える[1]。
- アンディ・ウィリアムス - アルバム『男と女（英語版）』（1966年）でカバーしている。アップテンポでボーカルは歯切れ良い[1]。